# Cinque Nazioni 1958
Il Cinque Nazioni 1958 (in inglese 1958 Five Nations Championship; in francese Tournoi des Cinq Nations 1958; in gallese Pencampwriaeth y Pum Gwlad 1958) fu la 29ª edizione del torneo annuale di rugby a 15 tra le squadre nazionali di Francia, Galles, Inghilterra, Irlanda e Scozia, nonché la 64ª in assoluto considerando anche le edizioni dell'Home Nations Championship.
L'Inghilterra concesse il bis della stagione precedente, anche se la vittoria giunse senza il Grande Slam benché la squadra avesse terminato imbattuta: bastarono due vittorie e due pareggi per conquistare un torneo in cui nessuna squadra riuscì a vincere più di due partite: gli inglesi vinsero da spettatori, guardando la Francia battere il Galles a Cardiff e quindi consegnare il titolo ai rivali d'Oltremanica che avevano terminato i propri incontri una settimana prima.
Il valore delle marcature, come stabilito dall’IRFB nel 1948, era: 3 punti per ciascuna meta (5 se trasformata), 3 punti per la realizzazione di ciascun calcio piazzato, mark o drop.

## Nazionali partecipanti e sedi
| Squadra     | Città     | Impianto interno      |
| ----------- | --------- | --------------------- |
| Francia     | Colombes  | Stadio Yves du Manoir |
| Galles      | Cardiff   | Arms Park             |
| Inghilterra | Londra    | Twickenham            |
| Irlanda     | Dublino   | Lansdowne Road        |
| Scozia      | Edimburgo | Murrayfield           |

## Risultati
| Arbitro: | Leslie Boundy |

|                  |      |             |
| Hastie Stevenson | mt   | Dupuy       |
| Chisholm         | tr   |             |
| Chisholm         | c.p. | Vannier (2) |

| Arbitro: | Ray Williams |

|          |      |           |
| Thompson | mt   |           |
|          | c.p. | T. Davies |

| Arbitro: | Norman Parkes |

|               |      |          |
| Collins Wells | mt   |          |
| T. Davies     | tr   |          |
|               | c.p. | A. Smith |

| Arbitro: | Dod Burrell |

|              |      |  |
| Ashcroft     | mt   |  |
| Hetherington | c.p. |  |

| Arbitro: | Jack Evans |

|  |      |                      |
|  | mt   | Jackson Thompson (2) |
|  | tr   | Hastings             |
|  | c.p. | Hastings             |

| Arbitro: | W.N. Gillmore |

|                   |      |                       |
| Pedlow (2)        | mt   | A. Smith Weatherstone |
| Berkery Henderson | c.p. |                       |

| Arbitro: | Norman Parkes |

|           |      |                                |
| O’Meara   | mt   | Br. Meredith H. Morgan Roberts |
| Henderson | c.p. |                                |

| Arbitro: | Ray Williams |

|        |      |          |
| Elliot | c.p. | Hastings |

| Arbitro: | Sandy Dickie |

|           |      |               |
| Collins   | mt   | Danos Tarricq |
|           | tr   | Labazuy (2)   |
| T. Davies | c.p. |               |
|           | drop | Vannier (2)   |

| Arbitro: | Norman Parkes |

|         |      |               |
| Danos   | mt   |               |
| Labazuy | tr   |               |
| Labazuy | c.p. | Henderson (2) |
| Vannier | drop |               |

## Classifica
| Pos | Squadra     | G | V | N | P | PF | PS | DP  | Pt |
| --- | ----------- | - | - | - | - | -- | -- | --- | -- |
| 1   | Inghilterra | 4 | 2 | 2 | 0 | 26 | 6  | +20 | 6  |
| 2   | Galles      | 4 | 2 | 1 | 1 | 26 | 28 | −2  | 5  |
| 3   | Francia     | 4 | 2 | 0 | 2 | 36 | 37 | −1  | 4  |
| 4   | Scozia      | 4 | 1 | 1 | 2 | 23 | 32 | −9  | 3  |
| 5   | Irlanda     | 4 | 1 | 0 | 3 | 24 | 32 | −8  | 2  |